# Бордештій-Поєнь
Бордештій-Поєнь, Бордештій-Поєні (рум. Bordeștii Poieni) — село у повіті Алба в Румунії. Входить до складу комуни Відра.
Село розташоване на відстані 326 км на північний захід від Бухареста, 59 км на північний захід від Алба-Юлії, 69 км на південний захід від Клуж-Напоки, 146 км на північний схід від Тімішоари.

## Населення
За даними перепису населення 2002 року у селі проживала 1 особа.